# Vila Franca da Beira
Vila Franca da Beira é uma povoação portuguesa do Município de Oliveira do Hospital que foi sede da extinta Freguesia de Vila Franca da Beira, freguesia que tinha 7,23 km² de área e 465 habitantes (2011), e, por isso, uma densidade populacional de 64,3 hab/km².
A Freguesia de Vila Franca da Beira foi extinta (agregada) pela reorganização administrativa de 2012/2013, tendo o seu território sido integrado na então criada União de Freguesias de Ervedal e Vila Franca da Beira.

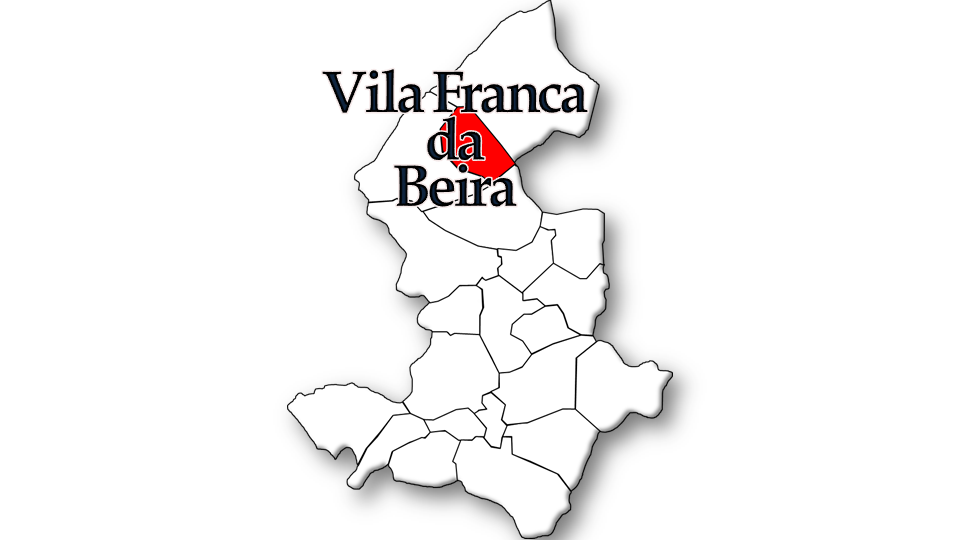
Localização no Município de Oliveira do Hospital

## História
Tem origem muito anterior à nacionalidade portuguesa. No século XII foi doada pela esposa do rei D. Sancho I a Albergaria de Poiares.
Em 1978 a sua toponímia foi alterada de Vila Franca do Ervedal para Vila Franca da Beira, a pedido dos habitantes e dos órgãos autárquicos.
Tem um rancho folclórico, Rancho Rosas de Vila Franca da Beira, fundado a 5 de Maio de 1986 por Miquelina Dinis.
Celebra-se a dia 15 de Agosto o Dia da Santa Margarida com a procissão pela aldeia e a atuação do Rancho Rosas de Vila Franca da Beira.
Muitos dizem que a Santa Margarida apareceu no alto do outeiro de Santa Margarida.

## População
| População da freguesia de Vila Franca da Beira | População da freguesia de Vila Franca da Beira | População da freguesia de Vila Franca da Beira | População da freguesia de Vila Franca da Beira | População da freguesia de Vila Franca da Beira | População da freguesia de Vila Franca da Beira | População da freguesia de Vila Franca da Beira | População da freguesia de Vila Franca da Beira | População da freguesia de Vila Franca da Beira | População da freguesia de Vila Franca da Beira | População da freguesia de Vila Franca da Beira | População da freguesia de Vila Franca da Beira | População da freguesia de Vila Franca da Beira | População da freguesia de Vila Franca da Beira | População da freguesia de Vila Franca da Beira |
| ---------------------------------------------- | ---------------------------------------------- | ---------------------------------------------- | ---------------------------------------------- | ---------------------------------------------- | ---------------------------------------------- | ---------------------------------------------- | ---------------------------------------------- | ---------------------------------------------- | ---------------------------------------------- | ---------------------------------------------- | ---------------------------------------------- | ---------------------------------------------- | ---------------------------------------------- | ---------------------------------------------- |
| 1864                                           | 1878                                           | 1890                                           | 1900                                           | 1911                                           | 1920                                           | 1930                                           | 1940                                           | 1950                                           | 1960                                           | 1970                                           | 1981                                           | 1991                                           | 2001                                           | 2011                                           |
|                                                |                                                |                                                |                                                |                                                |                                                |                                                |                                                |                                                |                                                |                                                |                                                | 583                                            | 555                                            | 465                                            |

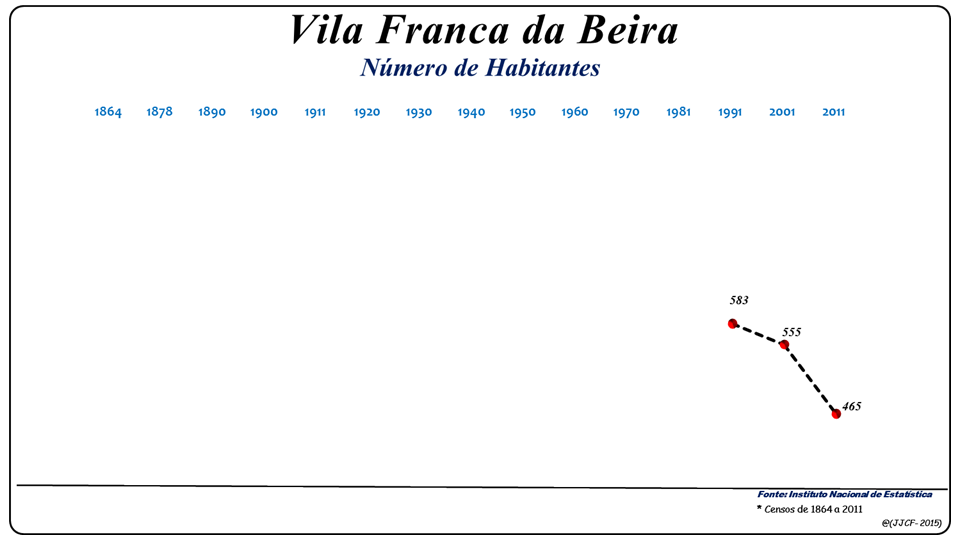
Evolução da População (1864 / 2011)

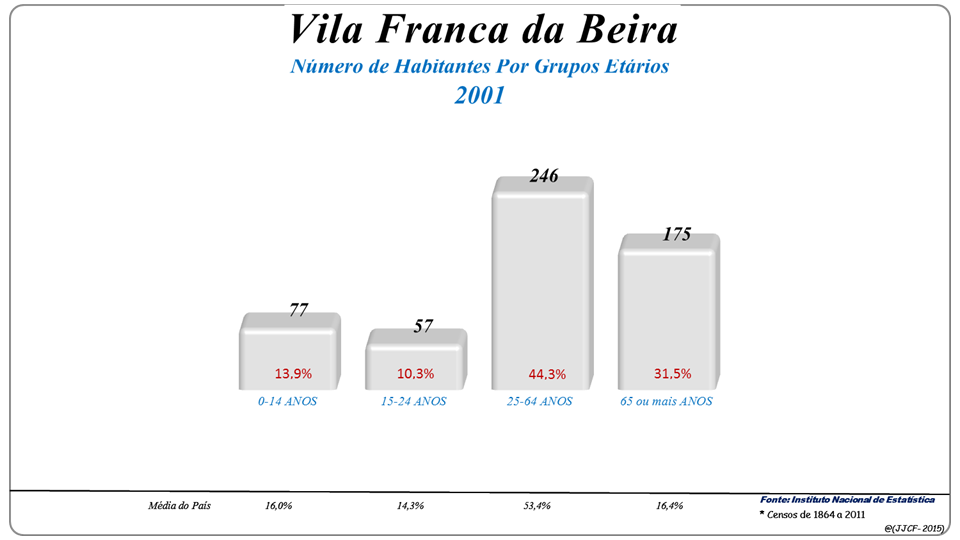
Grupos Etários (2001 e 2011)

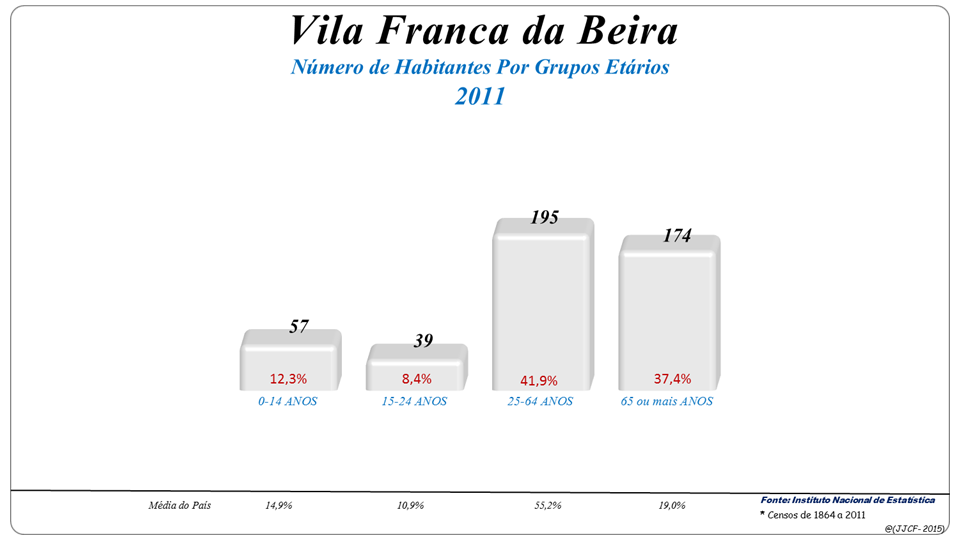
Grupos Etários (2001 e 2011)

Criada pela Lei n.º 69/88,  de 23 de Maio, com lugares desanexados da freguesia de Ervedal da Beira